# لئاندرو پادوانی سلین
لئاندرو پادوانی سلین (به پرتغالی: Leandro Padovani Celin؛ زادهٔ ۲۱ دسامبر ۱۹۸۳) بازیکن سابق فوتبال اهل برزیل است. وی سابقه بازی در تیم‌های ایرانی همچون فولاد، نفت تهران، سپاهان و استقلال را دارد.

## مصدومیت
پادوانی در آخرین بازی خود با پیراهن استقلال در ۵ اسفند ۱۳۹۶ در دقیقه ۴۲ نیمه اول بازی استقلال تهران و فولاد خوزستان دچار مصدومیت شدید از ناحیه گردن و جابجایی مهره شد و این بازیکن پس از پشت سر گذاشتن چند ماه در ایران و انجام عمل های دشوار به زادگاه خود بازگشت و برای همیشه توانایی راه رفتن را از دست داد.
پادوانی با انتشار پستی در صفحه اینستاگرامش نوشت:در خیابان که مصدوم نشدم چرا باشگاه مرا فراموش کرده. پادوانی از اینکه هواداران او را فراموش نکرده‌اند، ابراز خوشحالی می‌کرد و می‌گفت: «دلخوشی مهم من هواداران استقلال هستند که هر روز با پیام‌های‌شان مرا امیدوار می‌کنند. آن‌ها مرا دوست دارند و این به من روحیه می‌دهد».

## شرکت در شنای معلولان[۶]
لئوناردو پادوانی سال ۲۰۲۱در یک مسابقه شنا شرکت کرده و روی سکو رفته است.
او با انتشار عکسی از مدال‌هایش در صفحه اینستاگرامش نوشته است: افرادی که در جریان داستان زندگی من قرار دارند، می‌دانند که من پیش از این فوتبالیست بودم. فکر نمی‌کردم ورزش دیگری باشد که بتوانم عاشقش شوم. بعد از اتفاقی که برایم رخ داد، مدتها طول کشید که دوباره چنین حالی را پیدا کنم.

## آمار باشگاهی
از 19 دسامبر 2017
| باشگاه    | بخش         | فصل     | لیگ     | لیگ | جام حذفی | جام حذفی | آسیا    | آسیا | جمع     | جمع |
| باشگاه    | بخش         | فصل     | بازی ها | گل  | بازی ها  | گل       | بازی ها | گل   | بازی ها | گل  |
| --------- | ----------- | ------- | ------- | --- | -------- | -------- | ------- | ---- | ------- | --- |
| فولاد     | لیگ حرفه ای | 2012–13 | ۱۸      | ۲   | ۱        | ۰        | ۰       | ۰    | ۱۹      | ۲   |
| فولاد     | لیگ حرفه ای | 2013–14 | ۵       | ۰   | ۲        | ۰        | ۵       | ۰    | ۱۲      | ۰   |
| نفت تهران | لیگ حرفه ای | 2014–15 | ۲۷      | ۷   | ۴        | ۱        | ۷       | ۱    | ۳۸      | ۹   |
| سپاهان    | لیگ حرفه ای | 2015–16 | ۹       | ۰   | ۰        | ۰        | ۶       | ۰    | ۱۵      | ۰   |
| استقلال   | لیگ حرفه ای | 2016–17 | ۲۱      | ۱   | ۳        | ۰        | ۳       | ۱    | ۲۷      | ۲   |
| استقلال   | لیگ حرفه ای | 2017–18 | ۶       | ۰   | ۱        | ۰        | ۳       | ۰    | ۱۰      | ۰   |
| جمع       | جمع         | جمع     | ۸۱      | ۱۰  | ۱۰       | ۱        | ۲۴      | ۲    | ۱۱۱     | ۱۳  |

## افتخارات باشگاهی
باشگاهی
فولاد خوزستان
- لیگ برتر فوتبال ایران (۱): ۹۳–۱۳۹۲

استقلال تهران
- لیگ برتر فوتبال ایران (۱): ۹۶–۱۳۹۵ نایب قهرمانی
- جام حذفی فوتبال ایران (۱): ۹۷–۱۳۹۶

فردی
- تیم منتخب لیگ فوتبال ایران: ۹۵–۱۳۹۴
- تیم منتخب لیگ فوتبال ایران: ۹۴–۱۳۹۳[۱۰]
- نامزد برترین مدافع سال لیگ فوتبال ایران: ۹۴–۱۳۹۳[۱۱]
- بهترین مدافع میانی سال ۱۳۹۵ در نوروز فوتبالی
- تیم منتخب سال ۱۳۹۵ نوروز فوتبالی